# La Villeta
La Villeta es un despoblado medieval de la Comunidad de Daroca situado en el actual término municipal de Peracense.

## Toponimia
El topónimo Villeta es un diminutivo de villa  con el sufijo aragonés -eta, notable por estar en una zona donde actualmente predomina el diminutivo -ico.